# Сушилка для рук

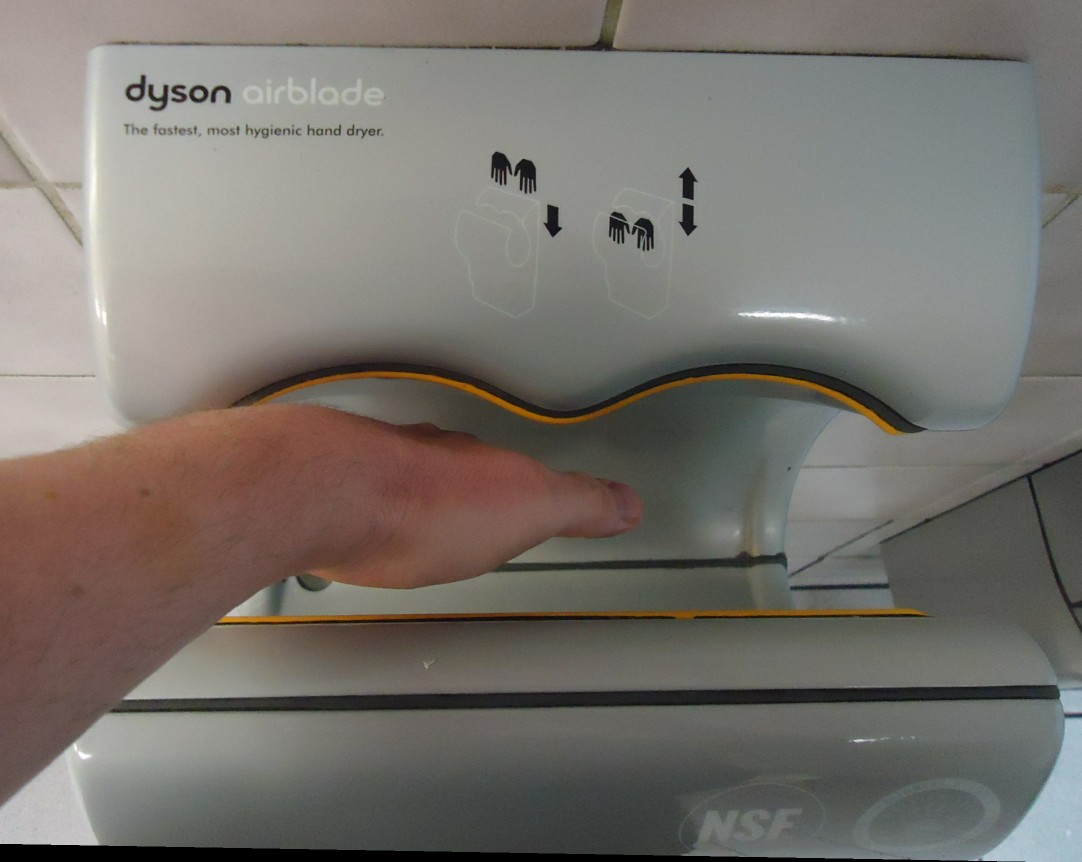
Электрическая сушилка для рук Dyson Airblade

Сушилка для рук (электросушилка)— электрический прибор (сушилка), нагревающий воздух и подающий его вниз для сушки рук, после того, как руки были вымыты. Принцип работы аналогичен фену - состоит из вентилятора и спирального или керамического нагревательного элемента, и сопла (сопел), подающего (подающих) нагретый воздух к рукам.
Часто сушилки для рук размещают возле умывальников в общественных туалетах вместо полотенец, которые могут украсть и которые менее гигиеничны. Бывают автоматические по сигналу датчика движения (инфракрасного или ёмкостного) и с кнопочным включением. Основное достоинство - отсутствие необходимости в сменных или бумажных полотенцах.
В то же время существует исследование, показавшее, что по сравнению с бумажными полотенцами, сушилки для рук, установленные в общественных местах, способствуют распространению бактерий как непосредственно на руках, так и в окружающем воздухе.